# Oscarverleihung 1942
Übersicht aller ausgezeichneten Filme

◄◄ | ◄ | 1938 | 1939 | 1940 | 1941 | Oscarverleihung 1942 | 1943 | 1944 | 1945 | 1946 | ► | ►►

Weitere Ereignisse
Die Oscarverleihung 1942 fand am 26. Februar 1942 im Los Angeles Biltmore Hotel in Los Angeles statt. Es waren die 14th Annual Academy Awards. Im Jahr der Auszeichnung werden immer Filme des vorherigen Jahres ausgezeichnet, in diesem Fall also die Filme des Jahres 1941.
Nur wenige Wochen nach dem Angriff auf Pearl Harbor und dem Eintritt der Vereinigten Staaten in den Zweiten Weltkrieg sollte die Oscarverleihung zunächst abgesagt werden. Academy-Präsidentin Bette Davis machte den Vorschlag, für die Veranstaltung Eintrittskarten zu verkaufen und die Erlöse dem Amerikanischen Roten Kreuz zukommen zu lassen. Die Veranstaltung wurde dann schließlich als abendliches Dinner ohne glamouröse Abendkleidung durchgeführt.
Bei der Verleihung trafen in der Kategorie Beste Hauptdarstellerin erstmals zwei Schwestern aufeinander: Olivia de Havilland in Das goldene Tor und Joan Fontaine in Verdacht.
| Film                                                | N  | A |
| --------------------------------------------------- | -- | - |
| Sergeant York                                       | 11 | 2 |
| Schlagende Wetter                                   | 10 | 5 |
| Citizen Kane                                        | 9  | 1 |
| Die kleinen Füchse                                  | 9  | 0 |
| Urlaub vom Himmel                                   | 7  | 2 |
| Das goldene Tor                                     | 6  | 0 |
| Blüten im Staub                                     | 4  | 1 |
| Lord Nelsons letzte Liebe                           | 4  | 1 |
| Die merkwürdige Zähmung der Gangsterbraut Sugarpuss | 4  | 0 |
| Adoptiertes Glück                                   | 3  | 0 |
| Arzt und Dämon                                      | 3  | 0 |
| The Chocolate Soldier                               | 3  | 0 |
| Die Spur des Falken                                 | 3  | 0 |
| Verdacht                                            | 3  | 1 |
| Waffenschmuggler von Kenya                          | 3  | 0 |
| All-American Co-Ed                                  | 2  | 0 |
| Aloma, die Tochter der Südsee                       | 2  | 0 |
| Buck Privates                                       | 2  | 0 |
| Dumbo                                               | 2  | 1 |
| Das Geheimnis der drei Schwestern                   | 2  | 0 |
| König der Toreros                                   | 2  | 1 |
| Louisiana Purchase                                  | 2  | 0 |
| Mary und der Millionär                              | 2  | 0 |
| Reich wirst du nie                                  | 2  | 0 |
| Der Teufel und Daniel Webster                       | 2  | 1 |
| Topper 2 – Das Gespensterschloß                     | 2  | 0 |

## Moderation
- Bob Hope
- Ehrengast: Wendell Willkie

## Nominierungen und Gewinner

### Bester Film
Schlagende Wetter (How Green Was My Valley) – Darryl F. Zanuck
Blüten im Staub (Blossoms in the Dust) – Mervyn LeRoy
Citizen Kane – Orson Welles
Das goldene Tor (Hold Back the Dawn) – Arthur Hornblow junior
Die kleinen Füchse (The Little Foxes) – Samuel Goldwyn
Mit einem Fuß im Himmel (One Foot in Heaven) – Irving Rapper, Robert Lord, Hal B. Wallis
Sergeant York – Howard Hawks, Jesse L. Lasky, Hal B. Wallis
Die Spur des Falken (The Maltese Falcon) – Henry Blanke, Hal B. Wallis
Urlaub vom Himmel (Here Comes Mr. Jordan) – Everett Riskin
Verdacht (Suspicion) – Harry E. Edington

### Beste Regie
John Ford – Schlagende Wetter (How Green Was My Valley)
Alexander Hall – Urlaub vom Himmel (Here Comes Mr. Jordan)
Howard Hawks – Sergeant York
Orson Welles – Citizen Kane (Citizen Kane)
William Wyler – Die kleinen Füchse (The Little Foxes)

### Bester Hauptdarsteller
Gary Cooper – Sergeant York
Cary Grant – Akkorde der Liebe (Penny Serenade)
Walter Huston – Der Teufel und Daniel Webster (The Devil and Daniel Webster)
Robert Montgomery – Urlaub vom Himmel (Here Comes Mr. Jordan)
Orson Welles – Citizen Kane

### Beste Hauptdarstellerin
Joan Fontaine – Verdacht (Suspicion)
Olivia de Havilland – Das goldene Tor (Hold Back the Dawn)
Bette Davis – Die kleinen Füchse (The Little Foxes)
Greer Garson – Blüten im Staub (Blossoms in the Dust)
Barbara Stanwyck – Die merkwürdige Zähmung der Gangsterbraut Sugarpuss (Ball of Fire)

### Bester Nebendarsteller
Donald Crisp – Schlagende Wetter (How Green Was My Valley)
Walter Brennan – Sergeant York
Charles Coburn – Mary und der Millionär (The Devil and Miss Jones)
James Gleason – Urlaub vom Himmel (Here Comes Mr. Jordan)
Sydney Greenstreet – Die Spur des Falken (The Maltese Falcon)

### Beste Nebendarstellerin
Mary Astor – Vertauschtes Glück (The Great Lie)
Sara Allgood – Schlagende Wetter (How Green Was My Valley)
Patricia Collinge – Die kleinen Füchse (The Little Foxes)
Teresa Wright – Die kleinen Füchse (The Little Foxes)
Margaret Wycherly – Sergeant York

### Bestes Originaldrehbuch
Herman J. Mankiewicz, Orson Welles – Citizen Kane
Harry Chandlee, Abem Finkel, John Huston, Howard Koch – Sergeant York
Norman Krasna – Mary und der Millionär (The Devil and Miss Jones)
Paul Jarrico – Tom, Dick und Harry (Tom, Dick and Harry)
Karl Tunberg, Darrell Ware – Tall, Dark and Handsome

### Bestes adaptiertes Drehbuch
Sidney Buchman, Seton I. Miller – Urlaub vom Himmel (Here Comes Mr. Jordan)
Charles Brackett, Billy Wilder – Das goldene Tor (Hold Back the Dawn)
Philip Dunne – Schlagende Wetter (How Green Was My Valley)
Lillian Hellman – Die kleinen Füchse (The Little Foxes)
John Huston – Die Spur des Falken (The Maltese Falcon)

### Beste Originalgeschichte
Harry Segall – Urlaub vom Himmel (Here Comes Mr. Jordan)
Richard Connell, Robert Presnell Sr. – Hier ist John Doe (Meet John Doe)
Monckton Hoffe – Die Falschspielerin (The Lady Eve)
Thomas Monroe, Billy Wilder – Die merkwürdige Zähmung der Gangsterbraut Sugarpuss (Ball of Fire)
Gordon Wellesley – Night Train to Munich

### Beste Kamera (Schwarzweißfilm)
Arthur C. Miller – Schlagende Wetter (How Green Was My Valley)
Edward Cronjager – Adoptiertes Glück (Sun Valley Serenade)
Karl Freund – The Chocolate Soldier
Charles Lang – Waffenschmuggler von Kenya (Sundown)
Rudolph Maté – Lord Nelsons letzte Liebe (That Hamilton Woman)
Sol Polito – Sergeant York
Joseph Ruttenberg – Arzt und Dämon (Dr. Jekyll and Mr. Hyde)
Gregg Toland – Citizen Kane
Leo Tover – Das goldene Tor (Hold Back the Dawn)
Joseph Walker – Urlaub vom Himmel (Here Comes Mr. Jordan)

### Beste Kamera (Farbfilm)
Ernest Palmer, Ray Rennahan – König der Toreros (Blood and Sand)
Wilfred M. Cline, Karl Struss, William E. Snyder – Aloma, die Tochter der Südsee (Aloma of the South Sea)
Karl Freund, W. Howard Greene – Blüten im Staub (Blossoms in the Dust)
Bert Glennon – Dive Bomber
Harry Hallenberger, Ray Rennahan – Louisiana Purchase
William V. Skall, Leonard Smith – Der letzte Bandit (Billy the Kid)

### Bestes Szenenbild (Schwarzweißfilm)
Richard Day, Nathan Juran, Thomas Little – Schlagende Wetter (How Green Was My Valley)
Lionel Banks, George Montgomery – Das Geheimnis der drei Schwestern (Ladies in Retirement)
Edward G. Boyle, John DuCasse Schulze – Die Stunde der Vergeltung (The Son of Monte Cristo)
Howard Bristol, Stephen Goosson – Die kleinen Füchse (The Little Foxes)
Hans Dreier, Sam Comer, Robert Usher – Das goldene Tor (Hold Back the Dawn)
Randall Duell, Cedric Gibbons, Edwin B. Willis – When Ladies Meet
Perry Ferguson, A. Roland Fields, Van Nest Polglase, Darrell Silvera – Citizen Kane
Russell A. Gausman, Martin Obzina, Jack Otterson – Die Abenteurerin (The Flame of New Orleans)
Alexander Golitzen, Richard Irvine – Waffenschmuggler von Kenya (Sundown)
Julia Heron, Vincent Korda – Lord Nelsons letzte Liebe (That Hamilton Woman)
John Hughes, Fred M. MacLean  – Sergeant York

### Bestes Szenenbild (Farbfilm)
Cedric Gibbons, Urie McCleary, Edwin B. Willis – Blüten im Staub (Blossoms in the Dust)
Richard Day, Thomas Little, Joseph C. Wright – König der Toreros (Blood and Sand)
Raoul Pene Du Bois, Stephen Seymour – Louisiana Purchase

### Beste Filmmusik (Drama)
Bernard Herrmann – Der Teufel und Daniel Webster (The Devil and Daniel Webster)
Cy Feuer, Walter Scharf – Mercy Island
Louis Gruenberg – So Ends Our Night
Richard Hagemann – This Woman Is Mine
Bernard Herrmann – Citizen Kane
Edward J. Kay – Herr der Zombies – Insel der lebenden Toten (King of the Zombies)
Alfred Newman – Die merkwürdige Zähmung der Gangsterbraut Sugarpuss (Ball of Fire)
Alfred Newman – Schlagende Wetter (How Green Was My Valley)
Miklós Rózsa – Ein Frauenherz vergißt nie (Lydia)
Miklós Rózsa – Waffenschmuggler von Kenya (Sundown)
Frank Skinner – Seitenstraße (Back Street)
Max Steiner – Sergeant York
Morris Stoloff und Ernst Toch – Das Geheimnis der drei Schwestern (Ladies in Retirement)
Franz Waxman – Arzt und Dämon (Dr. Jekyll and Mr. Hyde)
Franz Waxman – Verdacht (Suspicion)
Meredith Willson – Die kleinen Füchse (The Little Foxes)
Victor Young – Das goldene Tor (Hold Back the Dawn)
Werner Richard Heymann – Ehekomödie (That Uncertain Feeling)
Edward Ward – Cheers for Miss Bishop
Edward Ward – Tanks a Million

### Beste Filmmusik (Musikfilm)
Frank Churchill, Oliver Wallace – Dumbo
Anthony Collins – Sunny
Robert Emmett Dolan – Birth of the Blues
Cy Feuer – Ice-Capades
Bronisław Kaper, Herbert Stothart – The Chocolate Soldier
Emil Newman – Adoptiertes Glück (Sun Valley Serenade)
Charles Previn – Buck Privates
Heinz Roemheld – Schönste der Stadt (The Strawberry Blonde)
Morris Stoloff – Reich wirst du nie (You’ll Never Get Rich)
Edward Ward – All-American Co-Ed

### Bester Song
„The Last Time I Saw Paris“ aus Lady Be Good - Oscar Hammerstein II, Jerome Kern
„Baby Mine“ aus Dumbo - Frank Churchill, Ned Washington
„Be Honest with Me“ aus Ridin’ on a Rainbow -Gene Autry, Fred Rose
„Blues in the Night“ aus Blues in the Night - Harold Arlen, Johnny Mercer
„Boogie Woogie Bugle Boy“ aus Buck Privates - Hugh Prince, Don Raye
„Chattanooga Choo Choo“ aus Adoptiertes Glück (Sun Valley Serenade) - Mack Gordon, Harry Warren
„Dolores“ aus Las Vegas Nights - Louis Alter, Frank Loesser
„Out of the Silence“ aus All-American Co-Ed - Lloyd B. Norlin
„Since I Kissed My Baby Goodbye“ aus Reich wirst du nie (You’ll Never Get Rich) - Cole Porter

### Bester Ton
Jack Whitney – Lord Nelsons letzte Liebe (That Hamilton Woman)
John Aalberg – Citizen Kane
Bernard B. Brown – Sprechstunde für Liebe (Appointment for Love)
Edmund H. Hansen – Schlagende Wetter (How Green Was My Valley)
Nathan Levinson – Sergeant York
John P. Livadary – Roman einer Tänzerin (The Men in Her Life)
Charles L. Lootens – The Devil Pays Off
Thomas T. Moulton – Die merkwürdige Zähmung der Gangsterbraut Sugarpuss (Ball of Fire)
Elmer Raguse – Topper 2 – Das Gespensterschloß (Topper Returns)
Loren L. Ryder – Eheposse (Skylark)
Douglas Shearer – The Chocolate Soldier

### Bester Schnitt
William Holmes – Sergeant York
James B. Clark – Schlagende Wetter (How Green Was My Valley)
Harold F. Kress – Arzt und Dämon (Dr. Jekyll and Mr. Hyde)
Daniel Mandell – Die kleinen Füchse (The Little Foxes)
Robert Wise – Citizen Kane

### Beste Spezialeffekte
Farciot Edouart, Gordon Jennings, Louis Mesenkop – I Wanted Wings
Lawrence W. Butler, William H. Wilmarth – Lord Nelsons letzte Liebe (That Hamilton Woman)
Farciot Edouart, Gordon Jennings, Louis Mesenkop – Aloma, die Tochter der Südsee (Aloma of the South Sea)
John P. Fulton, John D. Hall – Die unsichtbare Frau (The Invisible Woman)
A. Arnold Gillespie, Douglas Shearer – Flight Command
Byron Haskin, Nathan Levinson – Der Seewolf (The Sea Wolf)
Roy Seawright, Elmer Raguse – Topper 2 – Das Gespensterschloß (Topper Returns)
Fred Sersen, Edmund H. Hansen – A Yank in the R.A.F.

### Bester Kurzfilm (1 Filmrolle)
Of Pups and Puzzles – Metro-Goldwyn-Mayer
Army Champions – Pete Smith
Beauty and the Beach – Paramount Pictures
Down on the Farm – Paramount Pictures
Forty Boys and a Song – Warner Bros.
Kings of the Turf – Warner Bros.
Sagebrush and Silver – 20th Century Fox

### Bester Kurzfilm (2 Filmrollen)
Main Street on the March! – Metro-Goldwyn-Mayer
Alive in the Deep – Woodard Productions
Forbidden Passage – Metro-Goldwyn-Mayer
The Gay Parisian – Warner Bros.
The Tanks Are Coming – Warner Bros.

### Bester Kurzfilm (Cartoon)
Der herzlose Retter (Lend a Paw) – Walt Disney
Barney Bär als Rekrut (The Rookie Bear) – Metro-Goldwyn-Mayer
Boogie Woogie Bugle Boy of Company 'B' – Walter Lantz
Donald und die Schulschwänzer (Truant Officer Donald) – Walt Disney
Heiligabend (The Night Before Christmas) – Metro-Goldwyn-Mayer
Hiawathas Hasenjagd (Hiawatha’s Rabbit Hunt) – Leon Schlesinger
How War Came – Columbia Pictures
Musik am Bau (Rhapsody in Rivets) – Leon Schlesinger
Rhythm in the Ranks – George Pal
Superman – Paramount Pictures

### Bester Dokumentar-Kurzfilm
Churchill’s Island – National Film Board of Canada
Adventure in the Bronx – Film Associates
Bomber – U.S. Office for Emergency Management Film Unit
Christmas Under Fire – British Ministry of Information
A Letter from Home – British Ministry of Information
Life of a Thoroughbred – 20th Century Fox
Norway in Revolt – The March of Time
A Place to Live – Philadelphia Housing Authority
Russian Soil – Amkino
Soldiers of the Sky – 20th Century Fox
Warclouds in the Pacific – National Film Board of Canada

## Ehren-Oscars

### Ehrenoscar
Rey Scott – Kukan
Walt Disney, William E. Garity, J. N. A. Hawkins – Fantasia
Leopold Stokowski – Fantasia
Target for Tonight

### Irving G. Thalberg Memorial Award
Walt Disney

### Technical Achievement Award
Charles L. Lootens
Douglas Shearer, Loren L. Ryder
Ernest Wilbur Silvertooth
Ray Wilkinson